# John Frederic Daniell
John Frederic Daniell   (Londres, 12 de març de 1790 - Londres, 13 de març de 1845), FRS, va ser un químic i físic anglès.
Daniell va néixer a Londres. El 1831 es va convertir en el primer professor de química del recentment fundat King's College de Londres; i el 1835 va ser nomenat per al càrrec equivalent al Seminari Militar de la Companyia Britànica de les Índies Orientals, a Addiscombe, Surrey. El seu nom és més conegut per la seva invenció de la pila Daniell, un element d'una bateria elèctrica molt millor que les cel·les voltaiques. També va inventar l'higròmetre per al punt de rosada conegut pel seu nom, i un piròmetre registrador; i el 1830 va erigir a la sala de la Royal Society un baròmetre d'aigua, amb el qual va realitzar una gran quantitat d'observacions. Durant un temps, es va emprar a la ciutat de Nova York un procés ideat per ell per a la fabricació de gas d'il·luminació a partir de trementina i resina.
Les publicacions de Daniell van incloure Meteorological Essays (1823), un Essay on Artificial Climate considered in its Applications to Horticulture (1824), que mostrava la necessitat d'una atmosfera humida en els horts dedicats a plantes tropicals i una Introduction to the Study of Chemical Philosophy (1839). El 1840 va ser convidat a donar la Conferència de Nadal de la Royal Institution sobre The First Principles of Franklinic Electricity. El 1842 va ser guardonat amb un doctorat honorífic de Dret Civil per la Universitat d'Oxford.
Daniell va morir sobtadament d'apoplexia a Londres el març de 1845, mentre assistia a una reunió del consell de la Royal Society, del qual s'havia convertit en becari el 1813 i secretari d'Afers Exteriors en 1839.
El cràter lunar Daniell porta el seu nom en el seu honor. 